# Тушеті

Кахеті на мапі Грузії

42°30′ пн. ш. 45°30′ сх. д. / 42.500° пн. ш. 45.500° сх. д.
Туше́ті (груз. თუშეთი) — історико-географічна гірська область на північному сході Грузії. Регіон представлено на включення до списку Світової спадщини ЮНЕСКО. У регіоні розташований Національний парк Тушеті.

## Географія
На півдні Тушетія межує з Кахетією, від якої вона відрізана частиною Головного Кавказького хребта, на півночі з Чечнею, від якої відділена Сулак-Терським хребтом, зі сходу межує з Дагестаном, на заході розташована долина річки Арчіло, яка вже належить до історичної області Хевсуретія.

## Світлини

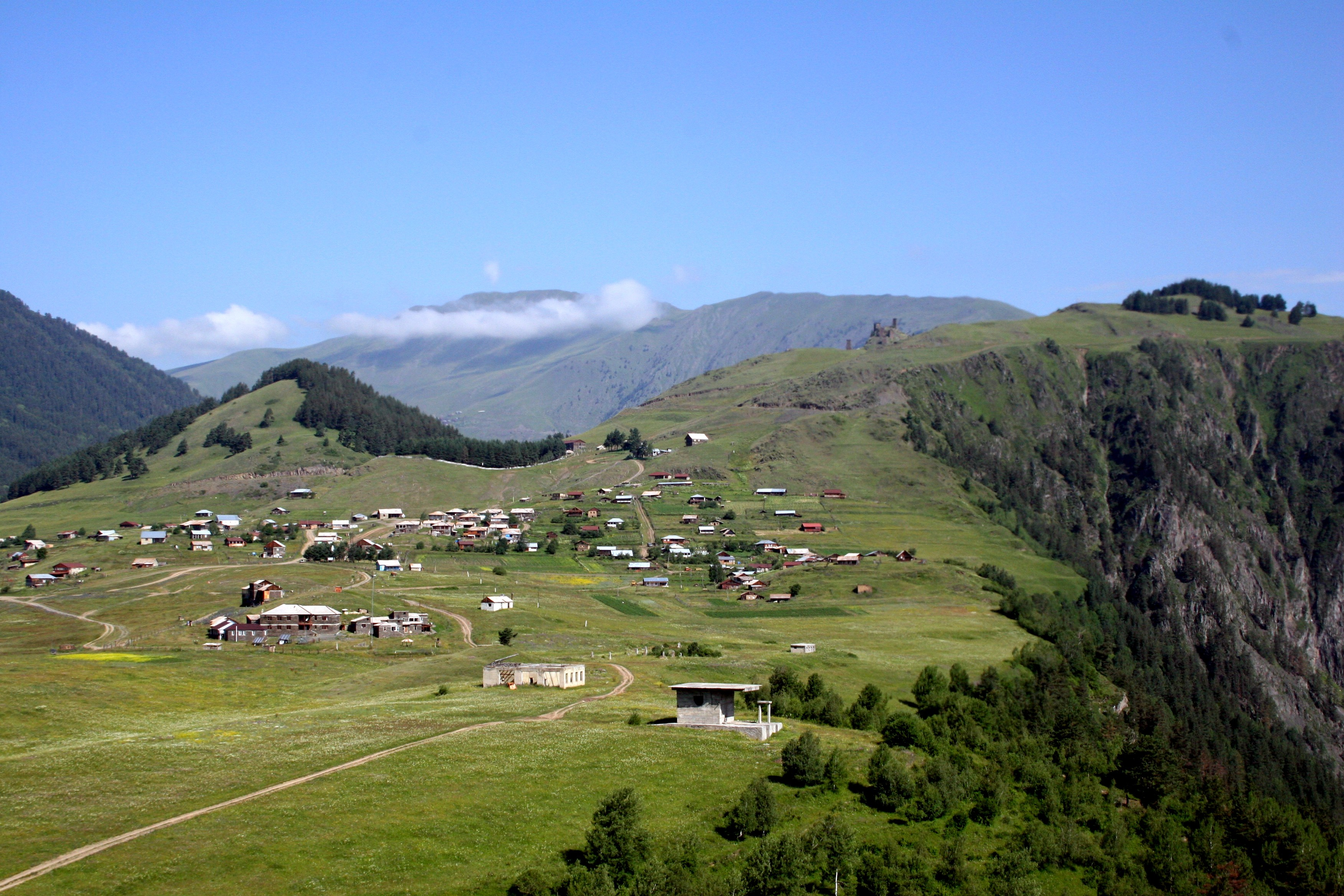
Село Омало
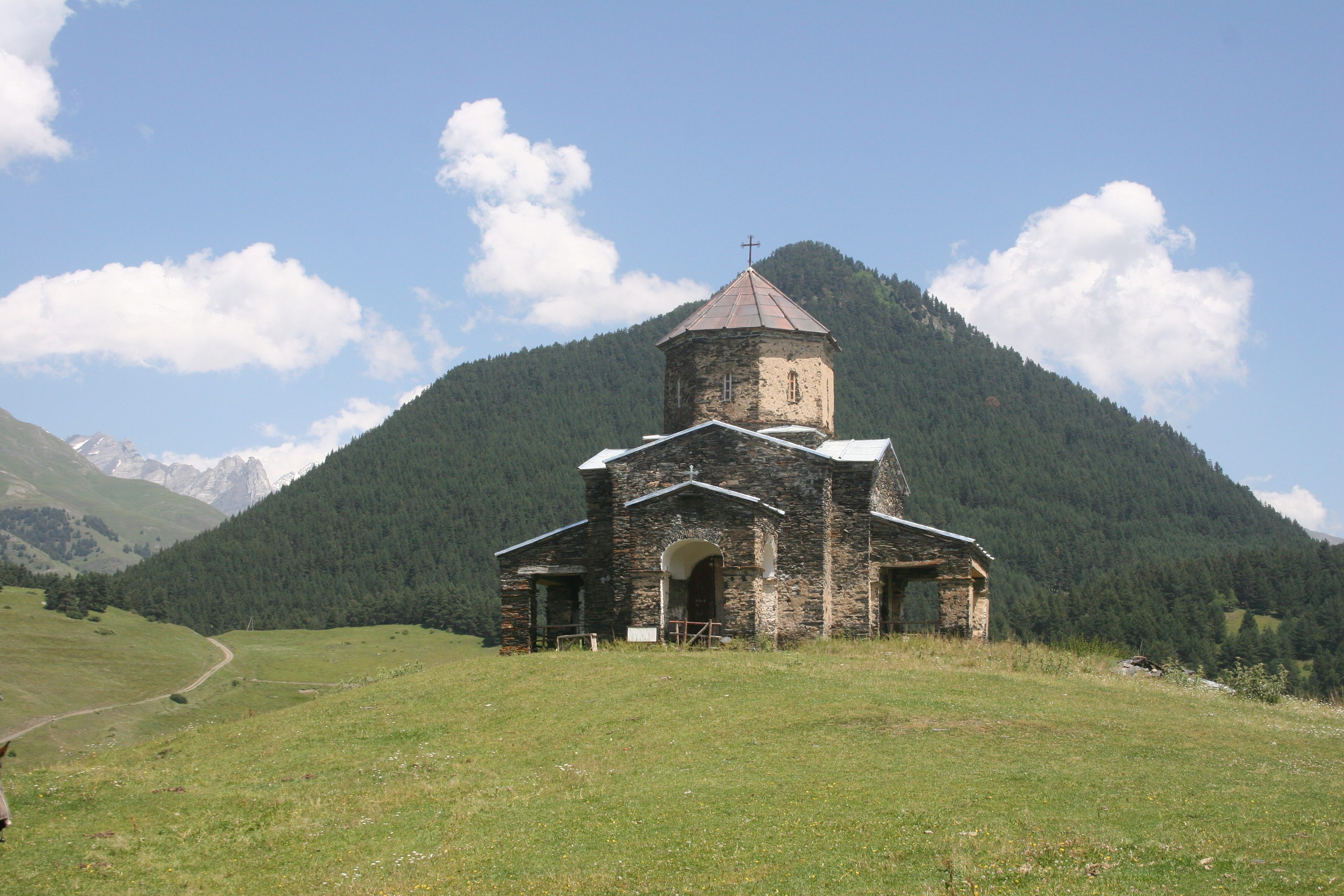
Церква в Шенаці на фоні гори Дікло
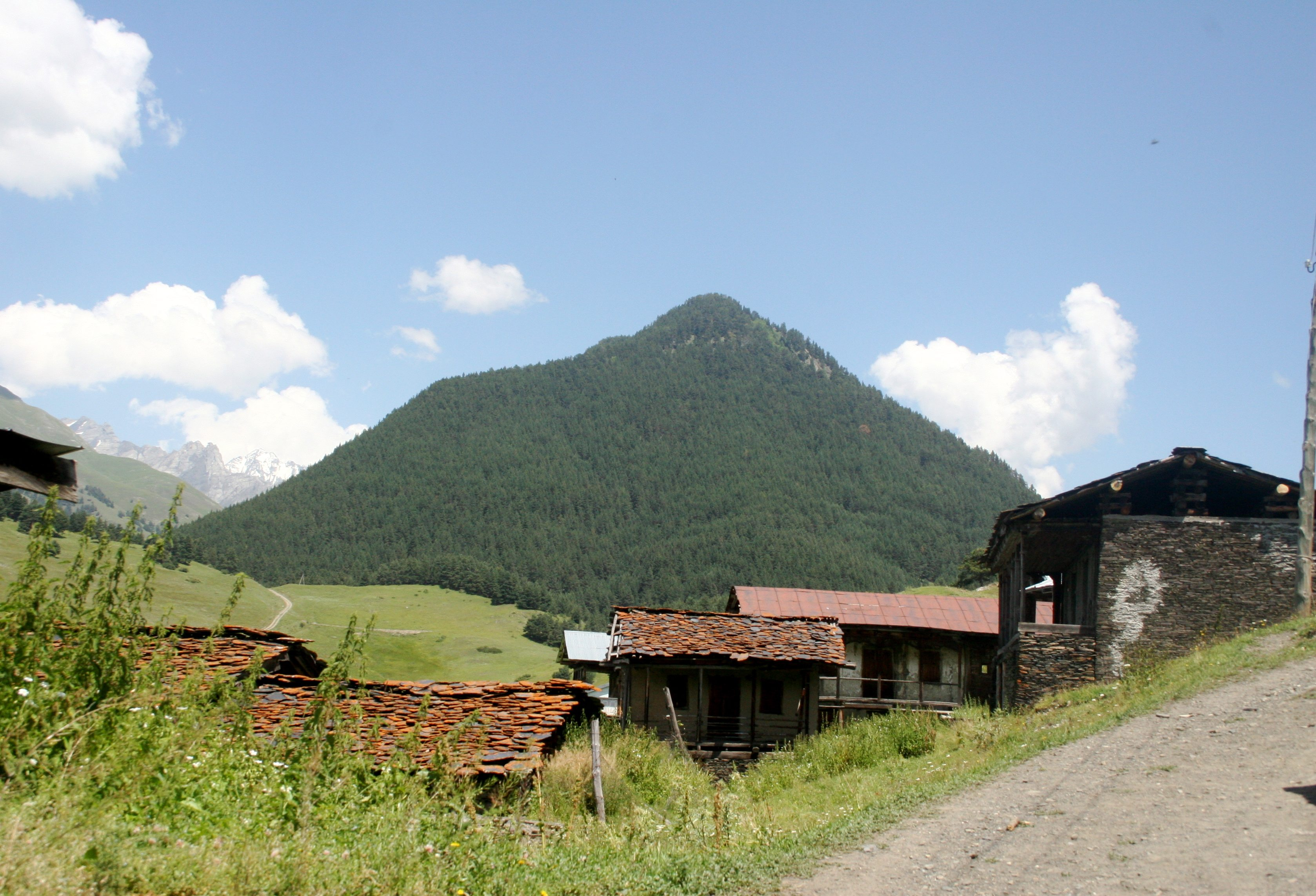
Гора Дікло
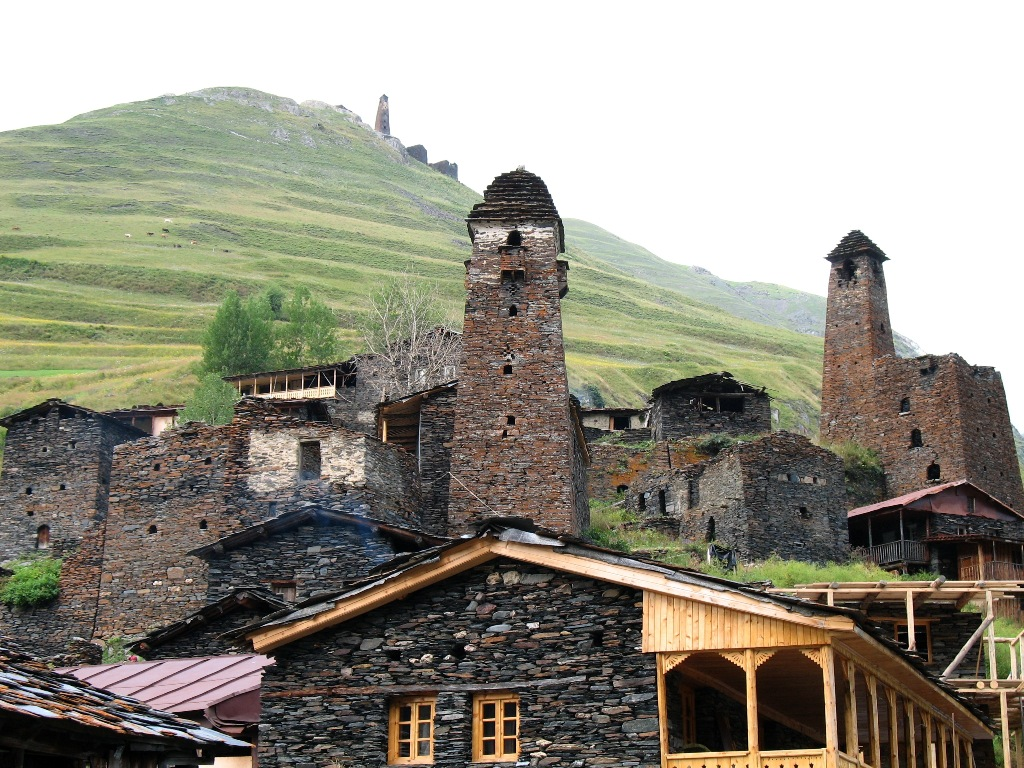
Село Дартло
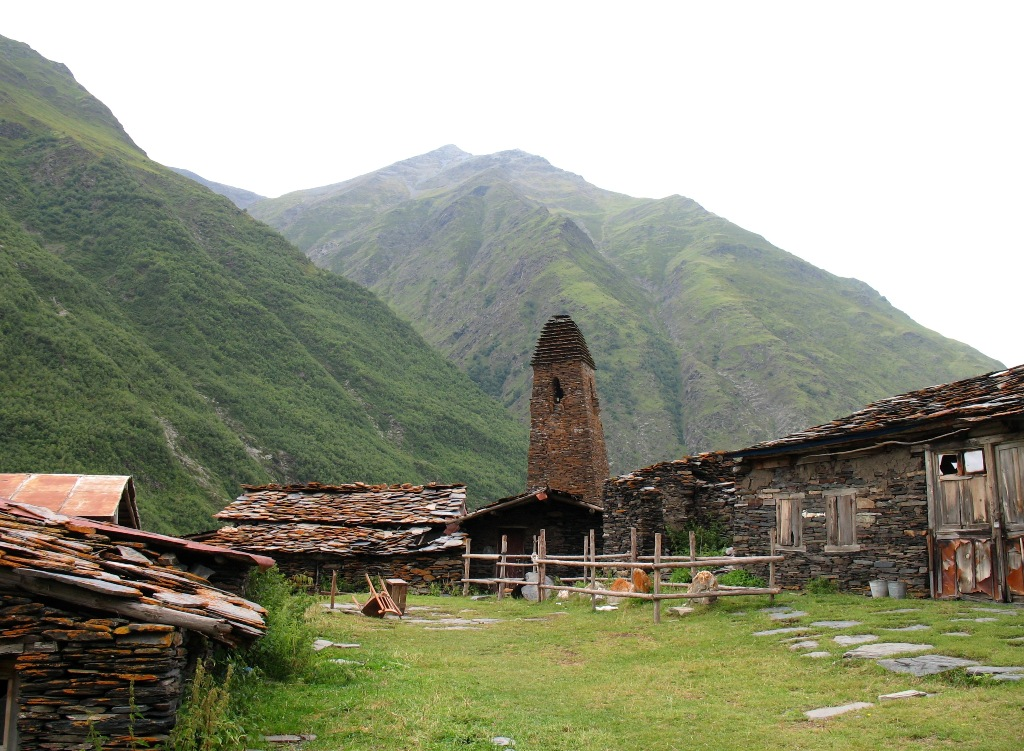
Село Фарсма
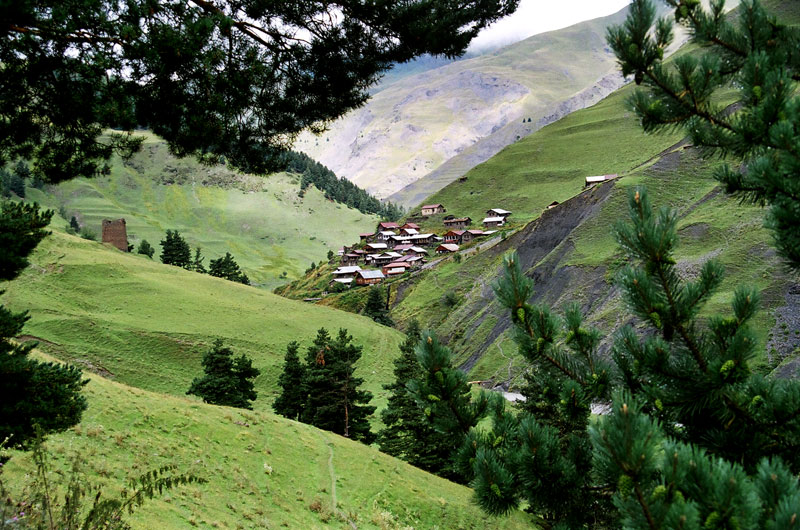
Село Джварбоселі
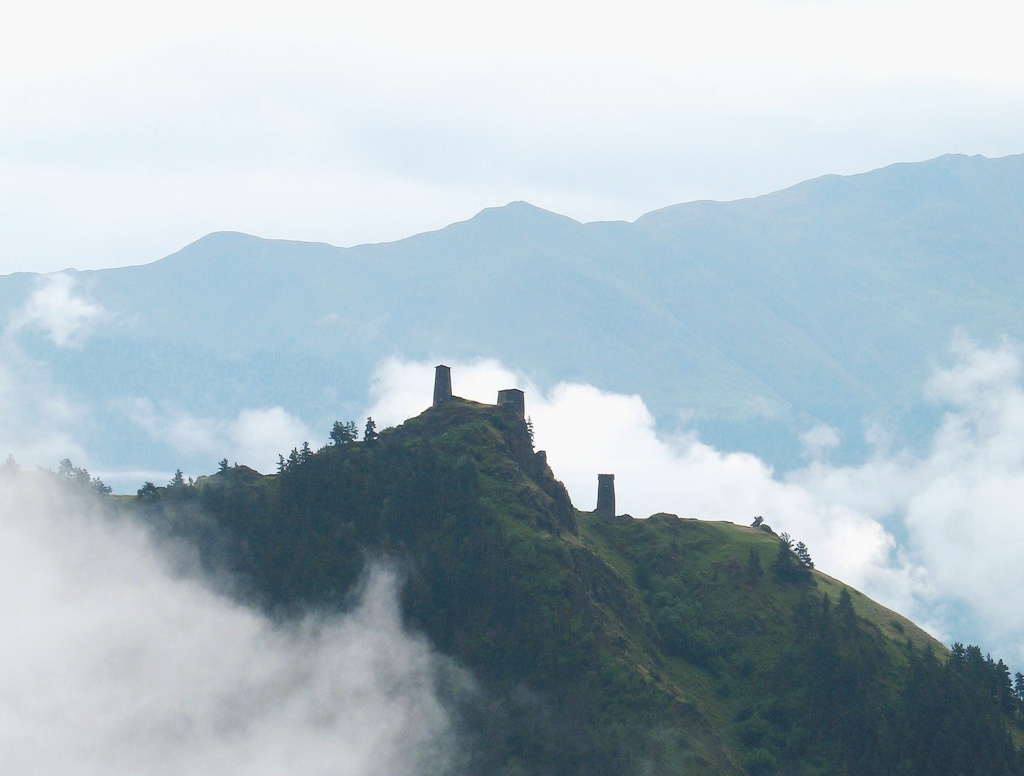
Фортеця Кесело
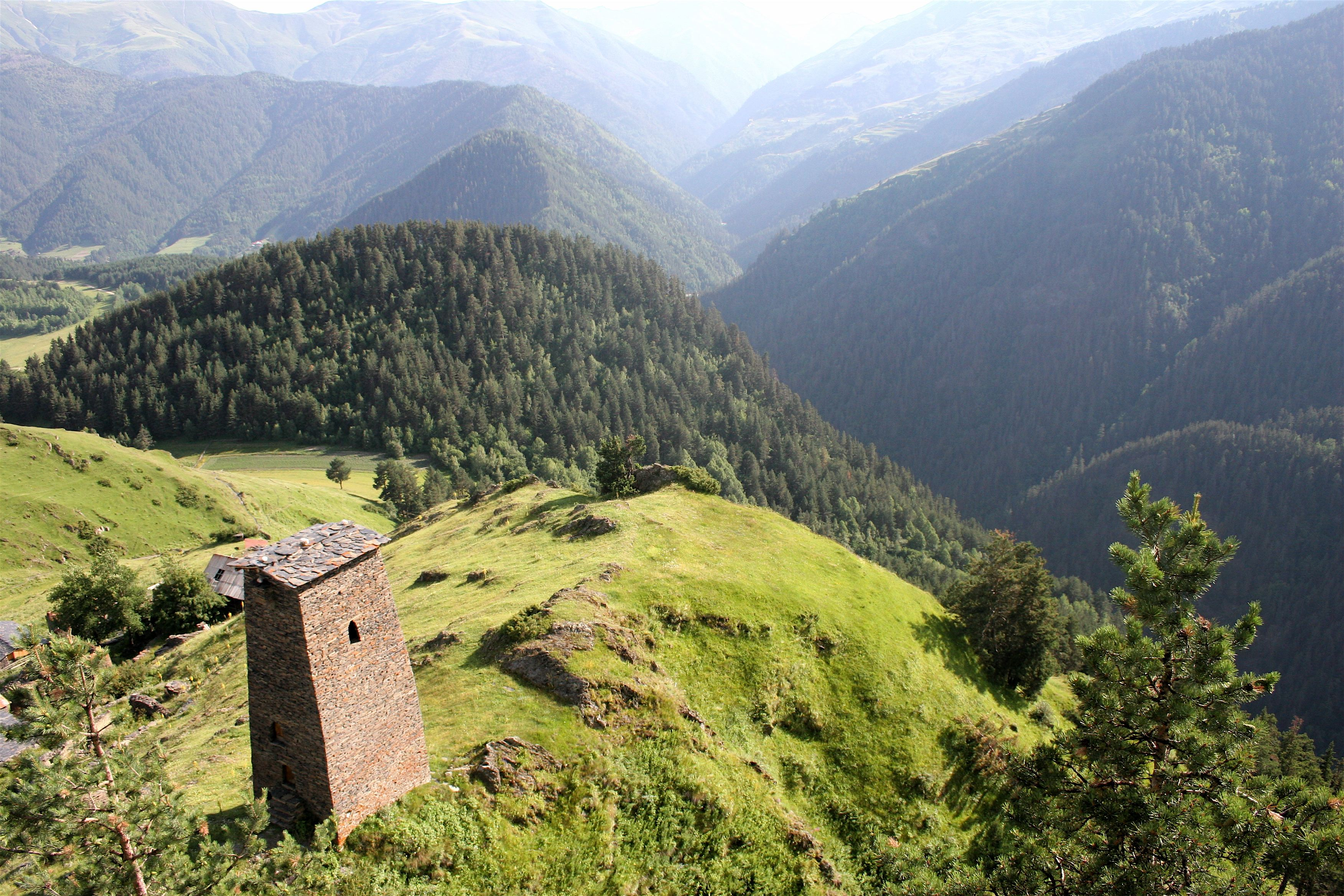
Фортеця Кесело
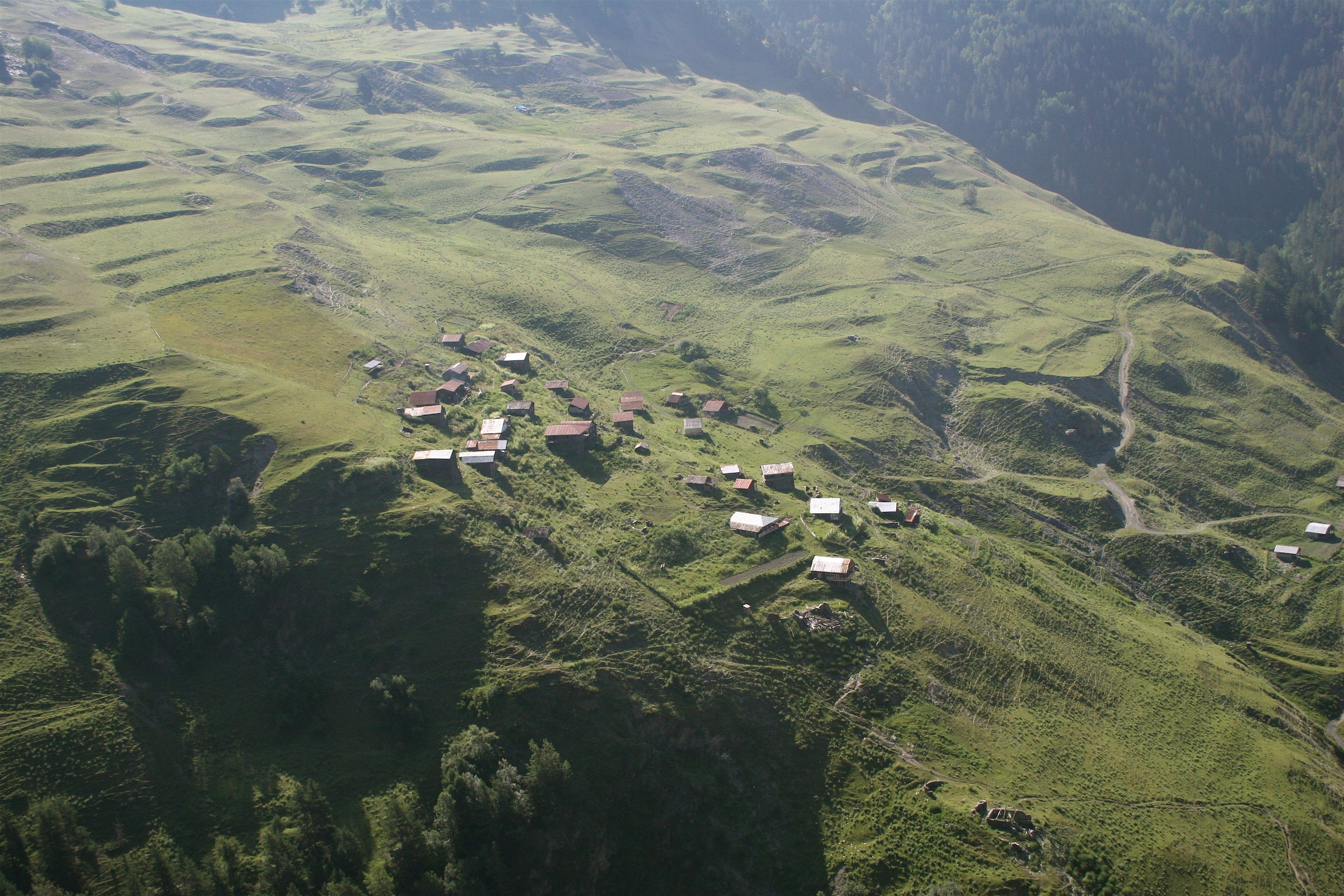
Село Хахабо
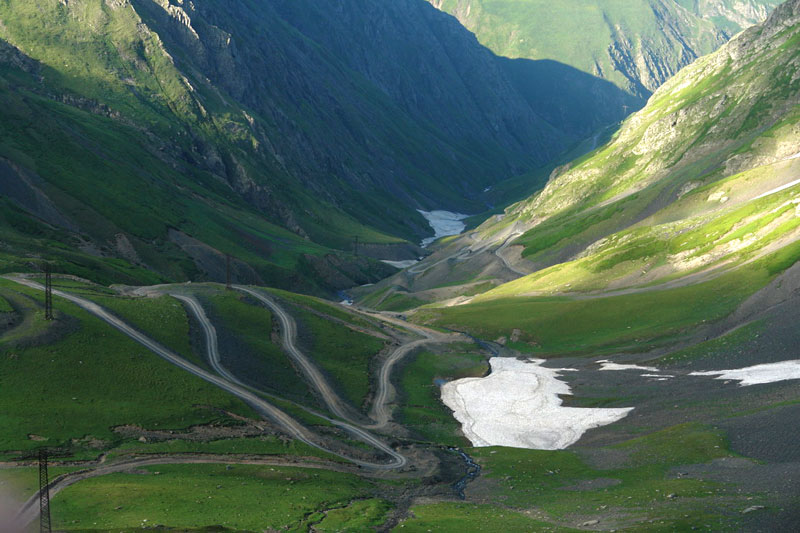
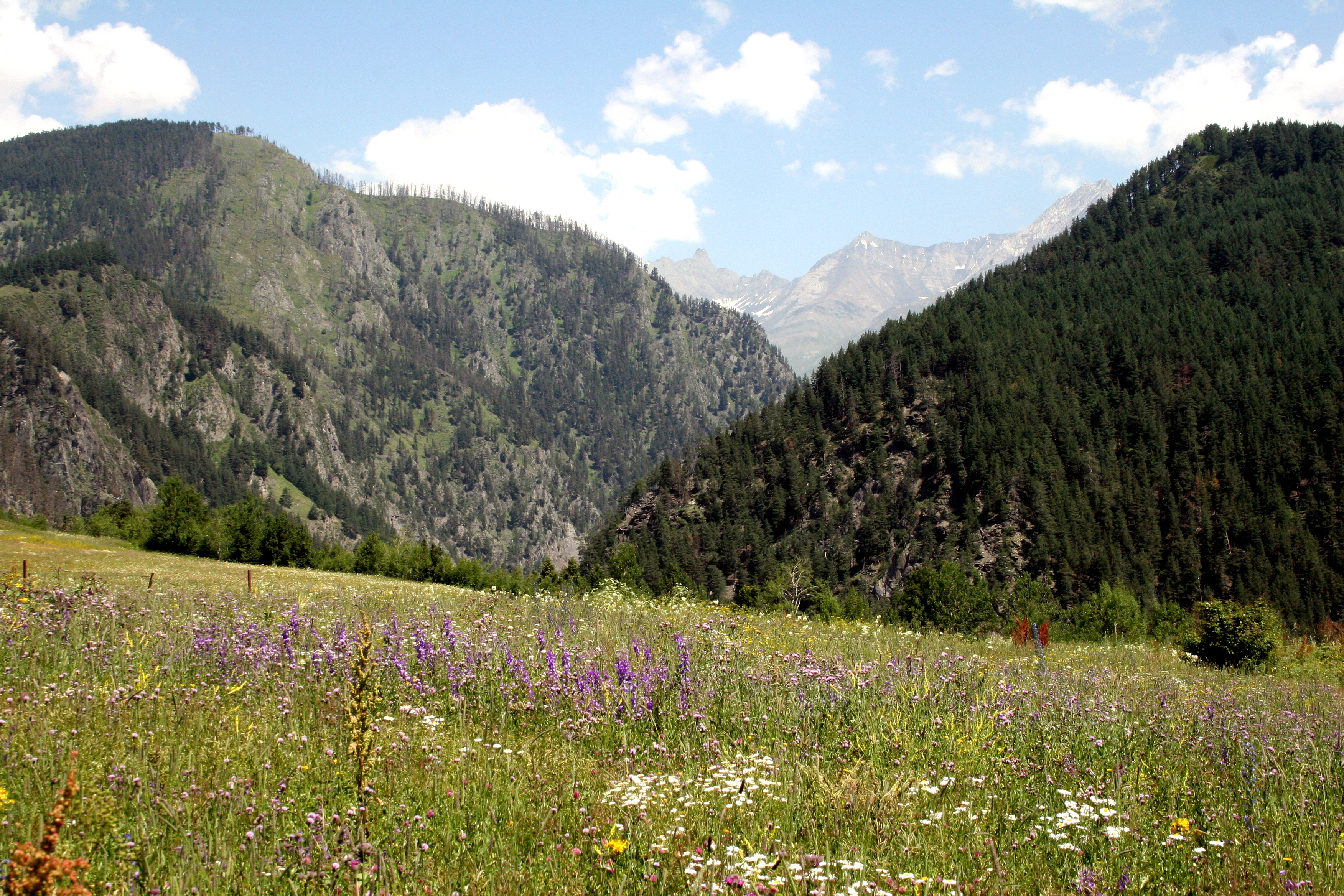
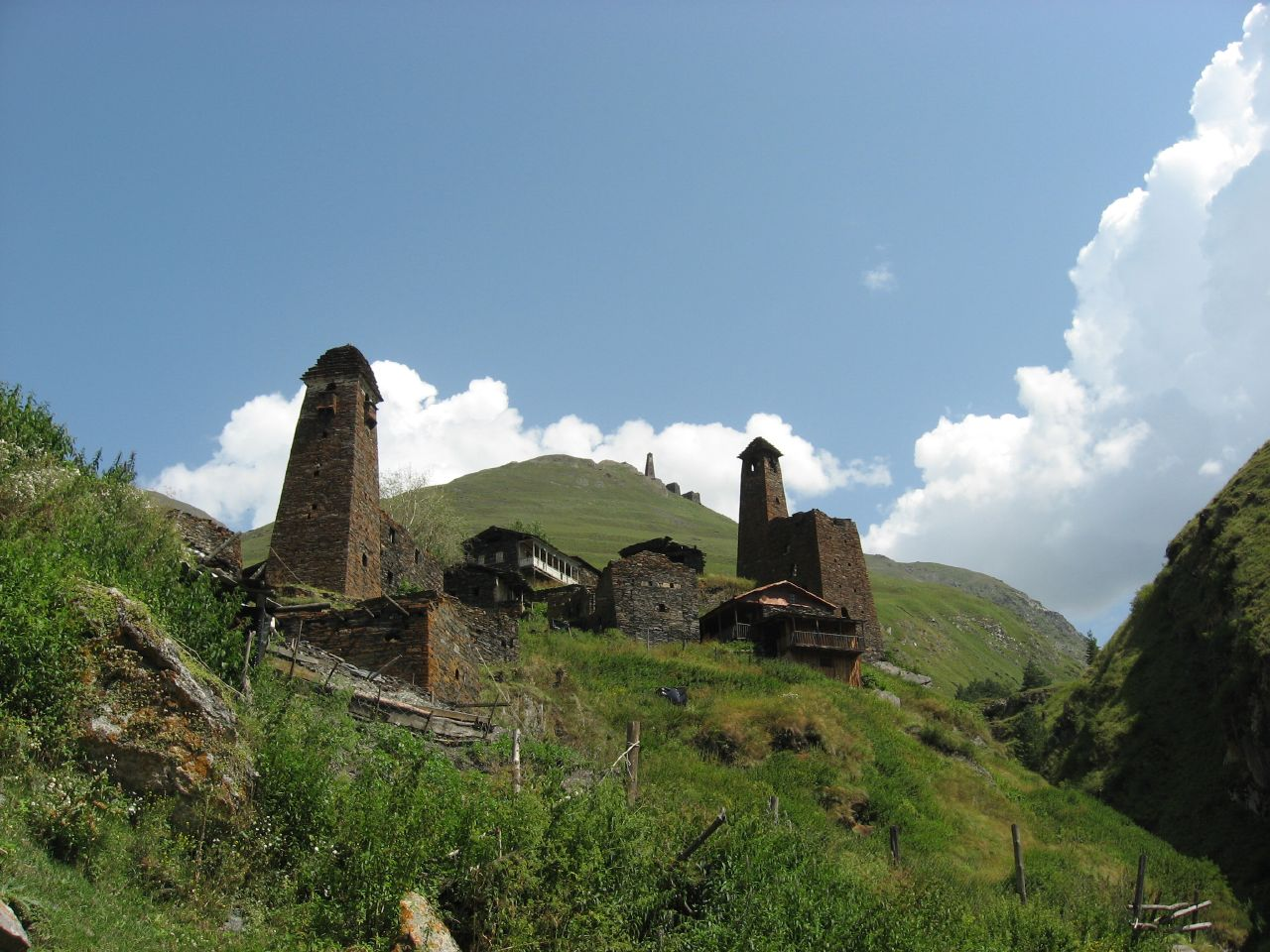
Спостережна вежа
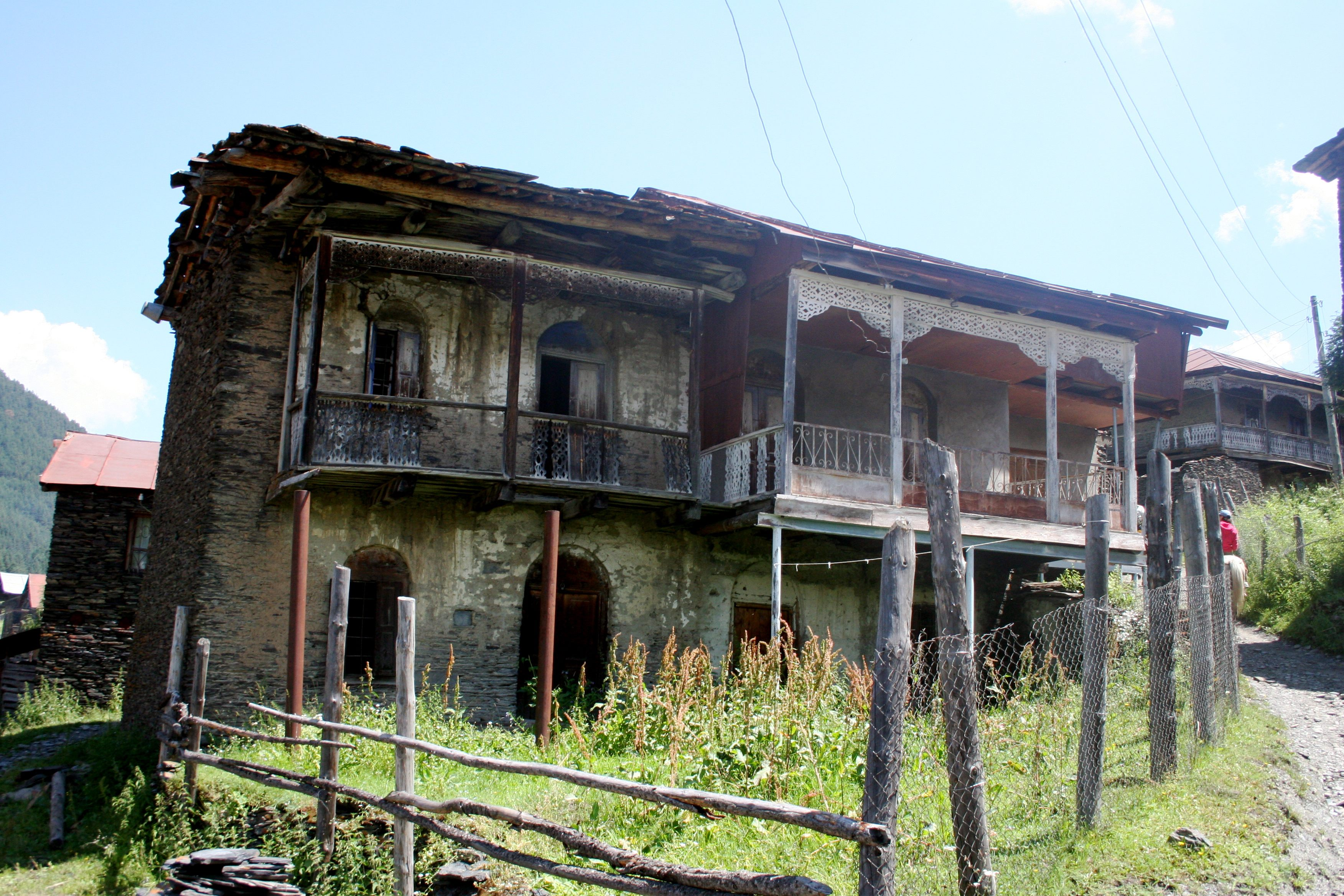
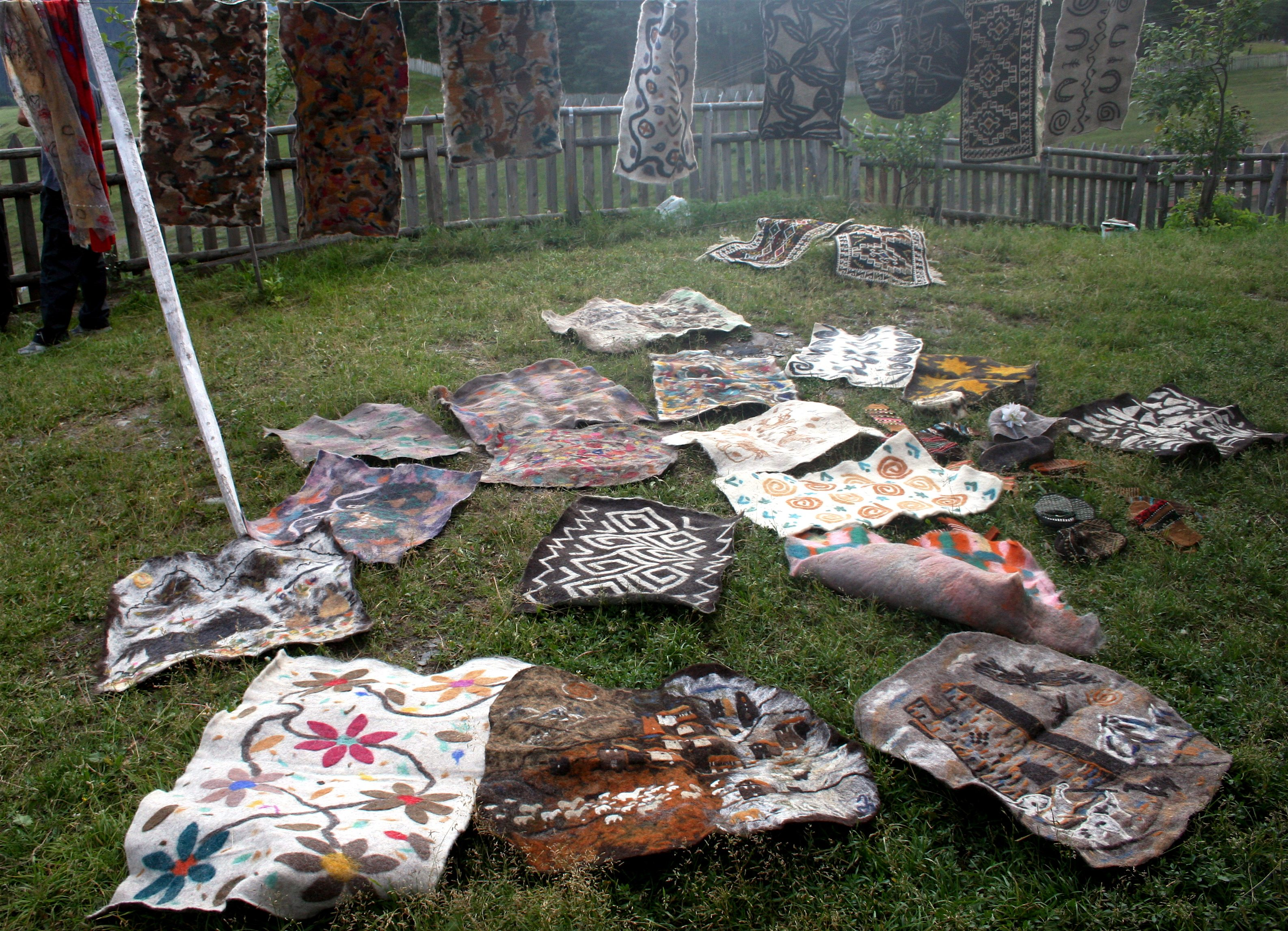